# Serse
Serse (ou Xerxes) (HWV 40) é uma ópera em três atos do compositor alemão naturalizado britânico Georg Friedrich Händel (1685-1759) apresentada pela primeira vez em Londres no ano de 1738. Seu libreto foi adaptado, por autor desconhecido, do que havia sido feito por Silvio Stampiglia (1664-1725) para uma ópera homônima (na verdade, Xerse), a primeira ópera de Giovanni Bononcini (1670-1747) apresentada em Roma no ano de 1694. O texto de Stampiglia, por sua vez, é uma adaptação do libreto de Nicolò Minato (1627?-1698), utilizado por Francesco Cavalli (1602-1676), discípulo de Monteverdi (1567-1643), em sua versão de Xerse de 1654.
Händel se dedicou à composição de Serse logo após ter completado Faramondo (HWV 39) em 24 de dezembro de 1737, tendo descansado somente durante o Natal. A partitura foi concluída em 14 de fevereiro de 1738. Uma primeira apresentação em forma de concerto teve lugar em 28 de março. Mas a estreia no Haymarket de Londres só se deu em 15 de abril daquele mesmo ano. A obra não foi bem recebida em sua época, tendo havido nada mais do que cinco apresentações, sendo a última em 2 de maio. A ária de Romilda Va godendo foi incluída no pasticcio Lucio Vero de 1747. Já a ária Ombra mai fú tornou-se célebre, sendo executada como O Largo de Händel. Mas a ópera em si nunca mais foi encenada antes de meados do século XX, tendo permanecido esquecida completamente por quase 190 anos.
Autores como Dean sugerem que Serse é uma ópera muito pouco convencional para a época e que rompeu com os parâmetros da ópera séria estabelecidos por compositores que utilizavam, por exemplo, libretos escritos a partir de textos de Metastasio (1698-1782). Não se sabe se Händel quis promover conscientemente um retorno aos padrões operísticos do final do século XVII, dada a proximidade com a obra de Bononcini, ou se ele desejou simplesmente emprestar maior flexibilidade ao modelo de ópera séria em uso, o qual, talvez, já estivesse gerando certo cansaço no público londrino. Essa espécie de retorno ao século XVII é vista hoje como uma característica intrigante da ópera, uma vez que, de certa forma, ela também aponta para o final do século XVIII e para Mozart com seu dramma giocoso. Não há como saber se Mozart conheceu a obra de Händel. De todo modo, a afinidade entre eles não é propriamente musical. Seus vínculos se referem à afinidade criativa e a aspectos dramáticos que nos oferecem uma comédia sofisticada mas que se aproxima da tragédia. Nesse sentido, como nas óperas da maturidade de Mozart, especialmente Don Giovanni (1787), o personagem Elviro empresta à trama seu toque cômico que tem paralelos com Leporello, enquanto o personagem título, Xerxes, expõe faces múltiplas na personalidade de um tirano que não aceita que existam obstáculos para seus desejos, como, até certo ponto, o próprio Don Giovanni.

## Papéis
| Papel    | Tipo de voz      | Elenco da estreia, 15 de abril de 1738   |
| -------- | ---------------- | ---------------------------------------- |
| Serse    | soprano castrato | Gaetano Majorano (Caffarelli)            |
| Arsamene | soprano          | Maria Antonia Marchesini (La Lucchesina) |
| Amastre  | contralto        | Antonia Maria Merighi                    |
| Romilda  | soprano          | Elisabeth Duparc (La Francesina)         |
| Atalanta | soprano          | Margherita Chimenti (La Droghierina)     |
| Ariodate | baixo            | Antonio Montagnana                       |
| Elviro   | baixo            | Antonio Lottini                          |

## Sinopse
A história se passa por volta de 450 a.C., durante as Guerras Médicas entre a Pérsia e as cidades gregas. O personagem central é baseado livremente no rei persa Xerxes I, o qual se prepara para construir uma ponte sobre o Helesponto, ligando a Anatólia à Europa para que seus exércitos marchem sobre as cidades da Grécia.

### Ato I
A ária inicial, Ombra mai fù, é uma das composições mais famosas de Händel. Nela, Xerxes canta seu amor por uma árvore (Platanus orientalis) em uma atitude contemplativa e reflexiva que não revela sua personalidade despótica, tirânica. Essa ária é executada com frequência em arranjo orquestral conhecido como "largo de Händel", mesmo tendo sido marcada como larghetto na partitura. Entram em cena Arsamene, irmão do rei, e seu servo Elviro, que se queixa de sono. Ambos ouvem a voz de Romilda que canta as dores dos apaixonados. Ela e Arsamene se amam, mas sem o conhecimento do rei. Xerxes também ouve Romilda e se comove. Romilda canta ainda uma segunda ária, acompanhada de duas flautas. Xerxes encarrega Arsamene de revelar a Romilda seu amor. Arsamene hesita e Xerxes decide fazê-lo em pessoa. A ária de Xerxes é retomada por Arsamene para expressar seu descontentamento com as pretensões do rei. Arsamene previne Romilda sobre os acontecimentos e ambos sofrem o assédio de Atalanta, irmã de Romilda e apaixonada por Arsamene. O rei, insatisfeito com Arsamene e buscando afastá-lo de Romilda, expulsa o irmão do palácio e este deixa a corte resignado. Mas Romilda se recusa a ceder, deixando Xerxes enraivecido. Em uma ária tocante, Romilda afirma que não cederá e não irá trair seu coração. Entra em cena a princesa Amastre, noiva despresada por Xerxes, que canta uma ária de tom marcial que expressa sua determinação. Disfarçada de oficial do exército persa, ela observa Xerxes que felicita seu general Ariodate, pai de Romilda e Atalanta, por suas vitórias. Como recompensa, Xerxes promete ao general que sua filha Romilda irá se casar com alguém da estirpe de Xerxes. Mas o rei não revela que essa pessoa é ele mesmo, o que faz Ariodate imaginar que Romilda se casará com Arsamene. Sozinho, Xerxes canta apaixonadamente seu amor por Romilda, para tristeza de Amastre que ouve ao longe. Arsamene envia uma carta para Romilda através de seu servo Elviro e chora sua tristeza. Atalanta tenta provocar a irmã Romilda usando a expressão "o teu Xerxes". Mas Romilda, sabendo dos sentimentos dela, diz à irmã que ela tenta tomar-lhe Arsamene em vão. O ato se encerra com uma ária de Atalanta que resume sua filosofia: no amor como na guerra, tudo é válido.

### Ato II
Para poder se aproximar do palácio e entregar a carta de Arsamene, Elviro se disfarça de vendedor de flores estrangeiro. Ele se encontra com Amastre, também disfarçada, que jura vingar-se do noivo infiel. Atalanta intercepta a carta, prometendo entregá-la à irmã e diz a Elviro que Romilda se apaixonou por Xerxes. Mas ela arma uma intriga, revelando a carta ao rei e dizendo que Arsamene havia escrito para ela própria. Xerxes, de início, fica confuso e Atalanta explica que Arsamene fingia amar Romilda, mas que, na verdade, é apaixonado pela própria Atalanta. Xerxes promete que obrigará Arsamene a se casar com Atalanta, que se retira. Entra em cena Romilda, e Xerxes mostra a ela a carta de Arsamene, afirmando que era destinada a sua irmã e que, portanto, ela foi traída. Ainda assim, Romilda afirma que continuará amando Arsamene, para desespero do rei. Sozinha, porém, ela canta seus ciúmes e sua indignação contra Arsamene e Atalanta. Amastre surge, enfurecida de dor, e tenta matar-se, mas é impedida por Elviro. Este conta a Arsamene o que ouviu de Atalanta, isto é, que Romilda cedeu a Xerxes e Arsamene canta novamente sua dor. Xerxes surge com Ariodata para inspecionar a famosa ponte. Arsamene surge e o rei se dispõe a perdoá-lo, unindo-o à mulher que ele ama: Atalanta! Indignado, Arsamene investe contra Xerxes e acaba fugindo. Elviro canta uma ária cômica, se reconhecendo tolo e enaltecendo as virtudes do bom vinho. Amastre presencia nova investida de Xerxes sobre Romilda e investe contra o rei. Romilda pede a Xerxes que perdoe o soldado impertinente e, desconfiando de sua atitude, o consola. O ato termina com a celebração da constância do amor de Romilda por Arsamene.

### Ato III
Romilda e Arsamene obrigam Atalanta a dizer a verdade, revelando sua intriga. Xerxes entra em cena e pressiona Romilda uma vez mais. Em escolha, ela diz que se casará com ele se o pai, Ariodate, consentir. O rei canta sua convicção de que irá conseguir o que deseja e sai. Arsamene fica encolerizado com a resposta dada ao rei por Romilda e ela diz que prefere morrer a se casar com Xerxes. Arsamene canta, deplorando seu destino solitário. Romilda procura o rei e declara que ama Arsamene. Mas Xerxes não desiste e ordena que seus soldados capturem e prendam o rival. Romilda, em desespero, pede ajuda a Amastre, ainda disfarçada de soldado. Amastre promete que irá prevenir Arsamene e entrega a Romilda um bilhete endereçado ao rei. Xerxes afirma a Ariodate que sua filha finalmente se casará com uma pessoa de sangue real. Ariodate reforça sua convicção de que se trata de Arsamene e prepara a celebração. Para sua surpresa, Romilda e Arsamene são unidos em casamento por Ariodate que afirma estar seguindo ordens do rei. Quando os noivos se retiram, Xerxes entra em cena, pensando que a cerimônia havia sido preparada para que Romilda recebesse seu noivo, isto é, ele mesmo. Mas, ao tentar revelar a Ariodate que o homem de sangue real destinado a sua filha era ele mesmo, Xerxes recebe a notícia de que Romilda de Arsamene já estão casados. O rei se enfurece e acusa Ariodate de traição. Nesse momento, um portador traz a carta de Amastre. Xerxes obriga Ariodate a ler, acreditando tratar-se de uma mensagem de Romilda. Ambos se supreendem ao final do texto com a assinatura de Amastre que se declara traída e desprezada. Xerxes canta uma ária terrível, evocando as fúrias infernais. É seu momento de maior loucura e destempero em toda a ópera. Quando os noivos aparecem com intenção de agradecer a Xerxes que, segundo acreditam, ordenou sua união, o rei avança sobre Arsamene. Mas é detido por Amastre que, revelando sua identidade, ameaça matá-lo. Envergonhado, o rei de declara vencido. Aceita a união de Arsamene e Romilda e implora o perdão de Amastre. Após uma ária de Romilda, a ópera termina em um coro de reconciliação.

## Libreto
- haendel.it - pdf